# Autoroute 530
Pour les articles homonymes, voir A530.
L'autoroute 530 (A-530) est une autoroute québécoise desservant la ville de Salaberry-de-Valleyfield en Montérégie.

## Historique
Originellement, l'A-530 devait relier l'A-20 et l'A-30 dans l'axe de la route 201 à la hauteur de Salaberry-de-Valleyfield, enjambant le fleuve Saint-Laurent via le pont Monseigneur-Langlois. Une partie de cette voie rapide a été construite lors des travaux de l'A-20 dans le secteur de Coteau-du-Lac, mais n'a jamais porté le numéro A-530, la désignation de route 201 lui étant plutôt attribuée. Les travaux de parachèvement de l'A-30 ont radicalement modifié le tracé de cette dernière et la désignation d'A-530 a été attribuée à une partie caduque de l'A-30. Ce tronçon, renuméroté en 2012, a été partiellement doublé et prolongé légèrement vers l'est pour atteindre le nouveau tracé de l'A-30.
| Kilomètre | Kilomètre      | Année | Notes                                                                                       |
| --------- | -------------- | ----- | ------------------------------------------------------------------------------------------- |
|           |                | 1966  | Portion déclassée du projet, numérotée Route 201.                                           |
| 0 à 3.9   | 0 à 3.9        | 1976  | Chemin Larocque ( Route 132 / Route 201) au viaduc de la voie ferrée du CN (Chaussée ouest) |
| 3.9 à 9   | Chaussée ouest | 1976  | Du viaduc de la voie ferrée du CN au Boulevard Pie-XII                                      |
| 3.9 à 9   | Chaussée est   | 2011  | Du viaduc de la voie ferrée du CN au Boulevard Pie-XII                                      |
| 9 à 12    | 9 à 12         | 2011  | Boulevard Pie-XII à Autoroute 30                                                            |

## Liste des sorties
| MRC                     | Municipalité             | km    | Sortie                | Destinations                                                                               | Notes                                                                    |
| ----------------------- | ------------------------ | ----- | --------------------- | ------------------------------------------------------------------------------------------ | ------------------------------------------------------------------------ |
| Beauharnois-Salaberry   | Salaberry-de-Valleyfield | 0,00  |                       | R-132 ouest / R-201 sud (Chemin Larocque) – Salaberry-de-Valleyfield, Ormstown, Huntingdon | Terminus ouest du multiplex avec la R‑132 / R-201; intersection à niveau |
| Beauharnois-Salaberry   | Salaberry-de-Valleyfield | 0,40  |                       | Boulevard Gérard-Cadieux                                                                   | Intersection à niveau                                                    |
| Beauharnois-Salaberry   | Salaberry-de-Valleyfield | 1,60  | Boulevard des Érables | Intersection à niveau                                                                      |                                                                          |
| Beauharnois-Salaberry   | Salaberry-de-Valleyfield | 5,00  | 5                     | R-132 est / R-201 nord (Boulevard Monseigneur-Langlois) – Coteau-du-Lac                    | Terminus est du multiplex avec la R-132 / R-201                          |
| Beauharnois-Salaberry   | Salaberry-de-Valleyfield | 9,00  | 9                     | Boulevard Pie-XII – Saint-Louis-de-Gonzague                                                |                                                                          |
| Beauharnois-Salaberry   | Salaberry-de-Valleyfield | 12,90 | 12                    | A-30 – Vaudreuil-Dorion, Montréal, Sorel-Tracy, Québec                                     | Sortie 13 de l'A-30                                                      |
| - Terminus de multiplex |                          |       |                       |                                                                                            |                                                                          |